# Naturschutzgebiet Eschker Holz
Das Naturschutzgebiet Eschker Holz mit einer Größe von 43,5 ha liegt nordöstlich von Madfeld im Stadtgebiet von Brilon. Das Gebiet wurde 2008 mit dem Landschaftsplan Hoppecketal durch den Hochsauerlandkreis als Naturschutzgebiet (NSG) ausgewiesen. Das NSG gehört seit 2023 zum Vogelschutzgebiet Diemel- und Hoppecketal mit angrenzenden Wäldern. 

## Gebietsbeschreibung
Beim NSG handelt es sich um einen Wald. Neben Rotbuchen und Rotfichten finden an Bächen Roterlenbestände mit teilweise größeren Torfmoosauflagen.

## Pflanzenarten
Es wurden durch das Landesamt für Natur, Umwelt und Verbraucherschutz Nordrhein-Westfalen Pflanzenarten wie Flutender Schwaden, Frauenfarn, Gegenblättriges Milzkraut, Goldenes Frauenhaarmoos, Heidelbeere, Himbeere, Kleinblütiges Springkraut, Kleiner Dornfarn, Kriechender Günsel, Sumpf-Helmkraut, Sumpf-Labkraut, Sumpf-Veilchen, Ufer-Wolfstrapp, Wald-Schachtelhalm, Welliges Sternmoos und Wiesen-Wachtelweizen nachgewiesen. Auch Torfmoos wurde gefunden, wobei die Art nicht bestimmt werden konnte.

## Schutzzweck
Das NSG soll den Wald mit dessen Arteninventar schützen. Wie bei allen Naturschutzgebieten in Deutschland wurde in der Schutzausweisung darauf hingewiesen, dass das Gebiet „wegen der Seltenheit, besonderen Eigenart und Schönheit des Gebietes“ zum Naturschutzgebiet wurde.
Der Landschaftsplan führt zum speziellen Schutzzweck auf: „Sicherung strukturreicher Laubholz-Mischbestände innerhalb ausgedehnter Fichtenforste aus landeskundlichen Gründen sowie zur Erhaltung artenreicher Lebensgemeinschaften; Optimierung der – meist Fließgewässer begleitenden – durch Vernässung geprägten Sonderstandorte im Zuge forstlicher Pflegemaßnahmen.“